# Guy (évêque du Puy)
Pour les articles homonymes, voir Guy.
Guy est un prélat français du XIIIe siècle, évêque du Puy. 

## Biographie
Guy est nommé en 1283 évêque du Puy, Pierre d'Estaing ayant décliné cet évêché. Il meurt dès 1283 ou 1284 et a pour successeur Fredol de Saint-Bonnet.